# 荒木陽子
荒木 陽子（あらき ようこ、旧姓：青木、1947年5月17日 - 1990年1月27日）は、日本のエッセイスト。夫は写真家の荒木経惟。
夫との共著である『東京日和』を原案に、竹中直人監督・主演で映画化された（『東京日和』）。また、陽子をモデルにした「ヨーコ」は中山美穂が演じた。

## 経歴
- 1947年、東京都に生まれる。
- 東京都立白鷗高等学校入学。同期には漫画家の池田理代子、俳優の柴俊夫らがいる。
- 高校卒業後、大手広告代理店電通に入社。
- 1971年、同じく電通に勤務していた荒木と結婚。
- 1990年1月27日、子宮肉腫のため、東京女子医大病院にて死去。42歳没。戒名は妙譽陽珠清信女。

## 著作
- 「10年目のセンチメンタルな旅」（1982年、冬樹社） 夫と共著（1992年、筑摩書房から再刊）ISBN 4480872086
- 「東京は、秋」（1982年、三省堂書店）夫と共著（1992年、筑摩書店から再刊）ISBN 4480872078
- 「荒木経惟写真集　ノスタルジアの夜」（1984年、白夜書房）夫と共著
- 「酔い痴れて」（1987年、白夜書房）夫と共著
- 「東京日和」（1993年、筑摩書店）夫と共著 ISBN 4480872140
- 「愛情旅行」（1996年、マガジンハウス）、夫と共著 ISBN 4838707800
- 「愛情生活」 （1997年、作品社）

## 陽子の登場する写真集
荒木経惟撮影の写真集にかなりの割合で登場している、ここでは中心的な被写体として彼女を撮っている写真集に限った。
- 「センチメンタルな旅」（1971年、自費出版）
- 「わが愛、陽子（ソノラマ写真選書7）」（1978年、朝日ソノラマ）
- 「センチメンタルな旅・冬の旅」（1991年、新潮社） - 棺に収められた陽子の遺体写真が掲載されたことで大きな問題になった
- 「荒木経惟写真全集 陽子」（1996年、平凡社）